# 1506
Cette page concerne l'année 1506  du calendrier julien. Pour l'année 1506 av. J.-C., voir 1506 av. J.-C.
L'année 1506 est une année commune qui commence un jeudi.

## Exploration et colonisation européennes en Afrique, Asie et Amérique
Le traité de Tordesillas (1493) a défini une zone réservée à la navigation portugaise et une zone réservée à la navigation castillane (limite : le méridien situé à 370 lieues à l'ouest des îles du Cap-Vert).

### Exploration et colonisation castillanes
Le royaume de Castille a une colonie dans les Caraïbes, Hispaniola (gouverneur : Nicolás de Ovando, « vice-roi des Indes ») ; les navigateurs espagnols poursuivent l'exploration de la région.
- Juan Díaz de Solís et Vicente Yañez Pinzon explorent la côte orientale du Yucatán[1].

### Exploration et colonisation portugaises
- 1er février : Fernand Soares, parti de Cochin en décembre 1505, découvre Madagascar[2].
- 6 mars : départ de Lisbonne d'une flotte portugaise dirigée par Tristan da Cunha et Albuquerque[3].
- 16 mars : à Cannanore, victoire navale de Lourenço de Almeida sur le zamorin de Calicut[4].
- 10 août : Ruy Pereira Coutinho, capitaine d'un des navires de la flotte de Tristan da Cunha en route vers les Indes, est contraint par le mauvais temps de jeter l'ancre dans un port de la côte occidentale de Madagascar auquel il donne le nom de Bahia Formosa[2].
- Novembre : la flotte de Tristan da Cunha atteint l'île de Mozambique où elle est empêchée de continuer sa route par la mousson[5].
- sd : Les Portugais pillent les comptoirs arabes de Oja et Brava, en Afrique orientale[6].
- sd : La Couronne de Portugal se réserve (au Portugal) le monopole du commerce de l'or et des épices[7]. La Casa da India, héritière de la Casa da Guiné organise les conquêtes coloniales portugaises.

- sd : Les Portugais entendent accaparer le trafic de l’Inde. Ils confisquent la cargaison de quiconque n’ayant pas leur autorisation (carta). Il inondent l’Europe, via Lisbonne, de calicot de Calicut, de poivre et autres épices. 25 000 quintaux d’épices passent chaque année de l’océan Indien à l’Atlantique sur des navires portugais.[pas clair][8]

### Exploration et colonisation anglaises
- sd : Le roi d'Angleterre soutient les marchands de Bristol pour établir une « Compagnie[9] des aventuriers dans les terres nouvelles »[10].

## Europe

### Événements non politiques
- 13 janvier : la mer gèle à Marseille. Hiver très rude dans le sud de la France[11].
- 14 janvier : au cours de fouilles de la Maison dorée de Néron, découverte du groupe du Laocoon[12].
- 18 avril : la première pierre de la basilique Saint-Pierre est posée par le pape Jules II. L'architecte italien Bramante en réalise les premiers plans[13]. Le pape autorise la vente d’indulgences pour financer la construction[14].

### France (règne de Louis XII)
- 10 mai : réunion des États généraux à Tours[15].
- 14 mai : Louis XII est proclamé « père du Peuple » par les États généraux. Ce titre lui est donné parce qu'il a diminué la taille, impôt payé par les roturiers[15].
- 19-21 mai : les États généraux annulent, à la demande de Louis XII, les clauses du traité de Blois concernant le projet de mariage de sa fille Claude avec Charles de Habsbourg, petit-fils de Ferdinand II d'Aragon et de Maximilien d'Autriche (futur Charles Quint. Il fiance Claude de France avec François d'Angoulème, héritier présomptif du trône au cas où Louis XII n'aurait pas de fils d'Anne de Bretagne[15].

### Péninsule italienne (pontificat de Jules II)

#### États pontificaux
- 22 janvier : création de la Garde suisse pontificale par le pape Jules II[16].
- 11 octobre : le pape Jules II prend Bologne aux Bentivoglio[17].

#### Guerres d’Italie
1505 se situe dans une période intermédiaire entre la troisième (1501-1504, entre la France et l'Aragon, à propos du royaume de Naples, achevée par le traité de Blois) et la quatrième (1508-1513) guerres d'Italie
- 19-21 mai : les États généraux du royaume de France annulent, à la demande de Louis XII, les clauses du traité de Blois (1505) concernant le projet de mariage de sa fille Claude avec Charles de Habsbourg, petit-fils de Ferdinand II d'Aragon (et de Maximilien d'Autriche), futur Charles Quint.
- 15 juin : soulèvement de Gênes (république de Gênes) contre les Français[18], qui se réfugient à Asti.

- 25 octobre : le gouverneur de Gênes pour le roi de France Philippe de Clèves quitte la ville à la suite du soulèvement du peuple[19].

### État bourguignon (règne de Philippe le Beau, puis de Charles de Habsbourg; régence de Maximilien d'Autriche)
- 25 septembre : parti en Castille pour en devenir le roi Philippe Ier (27 juin), Philippe le Beau meurt[15] d'une « fièvre » à Burgos. 
  - Maximilien d'Autriche reprend la régence de l'État bourguignon (comté de Bourgogne, Charolais, Pays-Bas bourguignons) au nom de Charles de Habsbourg, né en 1500 à Gand (il la cède en 1507 à sa fille Marguerite[20], veuve de l'infant Jean d'Aragon depuis 1497).

### Castille (règne de Jeanne de Castille et Philippe le Beau) et Aragon (Ferdinand II d'Aragon)
Après la mort d'Isabelle de Castille en 1504, la succession passe à sa fille Jeanne, qui se trouve alors aux Pays-Bas, possession de son époux Philippe, duc de Bourgogne et souverain des Pays-Bas bourguignons. La régence de Castille est assurée par Ferdinand II d'Aragon, veuf d'Isabelle.
- 28 avril : Jeanne et Philippe arrivent au port de la Corogne, en Galice. Ils reçoivent l'appui d'une partie des grands du royaume contre Ferdinand II d'Aragon.
- 27 juin : Ferdinand renonce à la régence[21].
- 25 septembre : au bout de trois mois, Philippe le Beau meurt[15] à Burgos d'une « fièvre ». 
  - Jeanne (désormais Jeanne la Folle), enceinte et très perturbée, se retire au château de Tordesillas ; la régence de Castille est assurée par Francisco Jiménez de Cisneros (jusqu'en juillet 1507[22]).

### Portugal (règne de Manuel Ier)

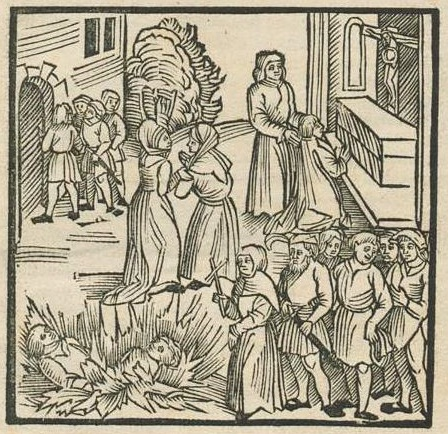
Peste au Portugal. Les prédicateurs dominicains excitent le peuple de Lisbonne contre les « nouveaux chrétiens » (juifs et musulmans récemment convertis). Ce massacre fait plusieurs centaines de victimes (19 avril), peut-être 2000. Le roi réagit fermement, fait exécuter plusieurs dizaines de coupables et ferme le couvent des dominicains.

- 19 avril : massacres de nouveaux chrétiens (Juifs et musulmans convertis) à Lisbonne[24],[25].

### Angleterre (règne de Henri VII)
- 16 mars : Edmond de la Pole, duc de Suffolk, après avoir été capturé par les troupes de Philippe le Beau à Hattem (duché de Gueldre), est livré au roi d'Angleterre à Calais, puis emmené à la tour de Londres[26] (condamné à mort, il est exécuté en 1513).

### Saint-Empire (règne de Maximilien d'Autriche)
Le Saint-Empire est formé de centaines de seigneuries féodales, dont plusieurs dizaines sont des États souverains, certains minuscules (principauté d'Orange), d'autres plus étendus (royaume de Bohême). Il s'étend au nord-ouest jusqu'à la mer du Nord et à l'Escaut (frontière avec le royaume de France).
- 30 mai : joyeuse entrée dans la principauté de Liège du nouveau prince-évêque, Érard de La Marck[27], élu en 1505.

### Danemark (règne de Jean Ier)
- Jean Ier érige la Norvège en une vice-royauté qu’il confie à son fils Christian[28].

### Pologne et Lituanie (règne d'Alexandre IerJagellon, puis de Sigismond Ier)
- 6 août : victoire de la Lituanie sur les Tatars de Crimée à la bataille de Kletsk[29].
- 19 août : Sigismond Ier Jagellon succède à son frère Alexandre Ier comme grand-duc de Lituanie,
- 20 octobre : il est élu roi de Pologne[30]. La succession se déroule sans contestation.

## Naissances en 1506
- 21 janvier : Gilbert Cousin, humaniste et théologien franc-comtois († 22 mai 1572).

- 2 février : René de Birague, homme d'État et cardinal français († 24 novembre 1583).
- 15 février : Juliana de Stolberg, comtesse de Stolberg-Wernigerode († 18 juin 1580).
- ? février : George Buchanan, poète latinisant, dramaturge et historien écossais († 28 septembre 1582).

- 7 avril : François Xavier, missionnaire jésuite basque navarrais († 3 décembre 1552).
- 8 avril : Jachiam Bifrun, juriste suisse du canton des Grisons († 13 décembre 1572).
- 13 avril : Pierre Favre, jésuite savoyard, ami de Saint Ignace de Loyola et cofondateur de la Compagnie de Jésus († 1er août 1546).

- 1er juillet : Louis II de Hongrie, roi de Hongrie et de Bohême de 1516 à 1526 († 29 août 1526).

- 13 septembre : John Leland, antiquaire anglais († 18 avril 1552).
- 27 septembre : Giovanni Battista Belluzzi, architecte italien († 1554).

- 1er décembre : Jean de Morvillier, homme d'Église et homme politique français († 23 octobre 1577).

- 1505 ou 1506 :
- Lambert Lombard, peintre, architecte, graveur, archéologue, collectionneur, numismate, mythographe, homme de lettres et historien de l'art liégeois († août 1566).

- Date précise inconnue :
  - Giulio Alessandrini, médecin, écrivain et poète italien († 25 août 1590).
  - Marco Antonio Amulio, diplomate et cardinal vénitien († 17 mars 1572).
  - Edward Bellingham, Lord Deputy d'Irlande († 1549).
  - Simon de Châlons, peintre français († 1568).
  - Ippolito Costa, peintre italien († 8 novembre 1561).
  - Bartholomé Djurdjevic, écrivain croate († 1566).
  - Fan Qin, homme politique et bibliophile de la dynastie Ming († 1585).
  - Jean Ier, comte de Frise orientale († 1572).
  - Paolo Giustiniani Moneglia, doge de Gênes († 1586).
  - Ii Naomori, samouraï, obligé du clan japonais des Imagawa pendant la période Sengoku († 12 juin 1560).
  - Louis de Blois-Châtillon, abbé bénédictin et réformateur qui rétablit la Règle de saint Benoît († 7 janvier 1566).
  - Jean de Joigny, sculpteur franco-espagnol († 10 avril 1577).
  - Koca Sinan Pacha, commandant militaire de l'Empire ottoman d'origine albanaise, cinq fois grand vizir de l'empire († 3 avril 1596).
  - Kujō Kanetaka, noble de cour japonais († 1594).
  - Jean de Liçarrague, religieux basque († 1601).
  - Pierre Richer, pasteur protestant et calviniste français († 1580).
  - Johannes Sleidanus, historien et diplomate luxembourgeois († 1556).
  - Tansen, musicien de la cour d’Akbar († 1589).

## Décès en 1506
- 14 mars : Georg Fugger, banquier (né en 1453)[31].
- 4 mai : Husayn Bayqara, grand émir timouride et grand mécène installé à Hérat (Afghanistan).
- 20 mai : Christophe Colomb, découvreur de l'Amérique, dans la misère (° 1451).
- 19 août : Alexandre Ier Jagellon, roi de Pologne et grand-duc de Lituanie (° 5 août 1461).
- 26 août : Sesshū (né v. 1420), peintre et moine bouddhiste japonais, considéré comme l’un des plus grands maîtres de la peinture de paysages à l’encre de son pays[32].
- fin août : Alexander Agricola, compositeur.
- 13 septembre : Andrea Mantegna, peintre et graveur italien.
- 25 septembre : Philippe le Beau[15].
- Date précise inconnue :
  - Filippo di Antonio Filippelli, peintre italien (° 1460).
  - Catherine Fitzgerald, Dame de Hy-Carbery et fille de Thomas Fitzgerald, 7e Comte de Desmond.
  - Pacificus Maximus, poète latin moderne italien (° vers 1410).
  - Riccardo Quartararo, peintre italien  (° 1443).
- Vers 1506 :
  - Mattioli Ludovico di Angelo, peintre italien (° 1481).
  - Pier Antonio Mezzastris, peintre italien appartenant à l'école ombrienne (° vers 1430).